# Andy White
Andy White (27 de juliol de 1930 ― 9 de novembre de 2015) va ser un bateria d'estudi escocès dels anys 50 i 60, conegut per haver tocat el primer single de The Beatles, «Love Me Do» i la cara B, «P.S. I Love You», en lloc de Ringo Starr. Va gravar a més amb artistes importants com Billy Fury, Marlene Dietrich, Herman's Hermits i Tom Jones.